# Imre Kertész
Imre Kertész (IPA: /ˈimrɛ ˈkɛrteːs/), född 9 november 1929 i Budapest, död 31 mars 2016 i Budapest, var en ungersk författare. Han tilldelades Nobelpriset i litteratur 2002. 

## Biografi
Vid 15 års ålder, 1944, skickades Kertész, som var jude, till Auschwitz men flyttades senare till Buchenwald. Han räddades 1945 då hade han suttit i lägret ett år. Kertész återvände så småningom till Ungern där han började arbeta som journalist, fri skribent och översättare av tyskspråkiga författare. Han tilldelades Nobelpriset i litteratur 2002 med motiveringen "ett författarskap som hävdar den enskildes bräckliga erfarenhet mot historiens barbariska godtycke".

## Priser och utmärkelser i urval

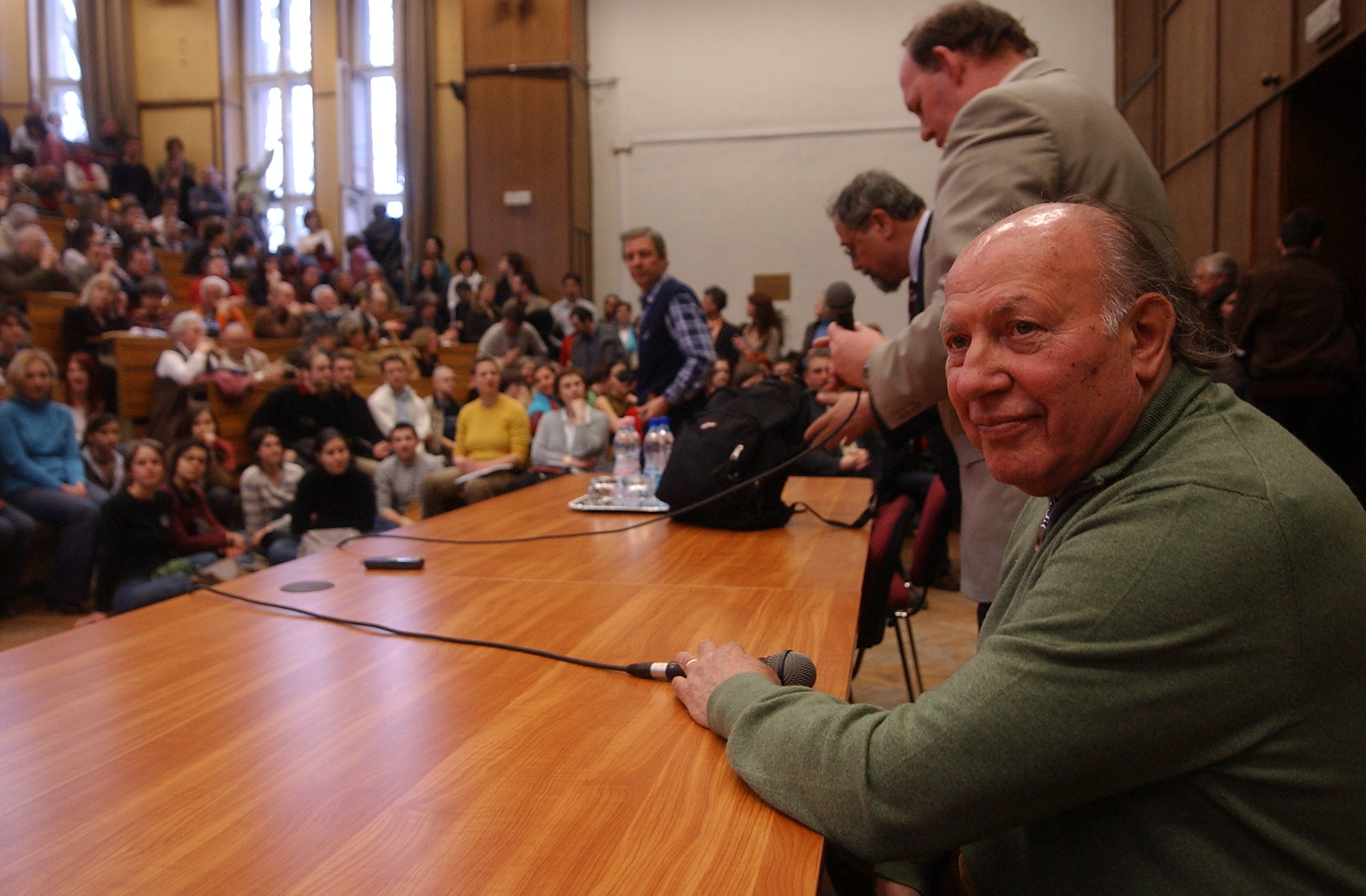
Imre Kertész 2007.

- Adelbert von Chamisso priset 2001
- Nobelpriset i litteratur 2002
- Goethemedaljen 2004